# 4X (videogiochi)
4X è un sottogenere dei videogiochi strategici, che può comprendere sia giochi a turni sia in tempo reale, e si può estendere anche ai giochi da tavolo. La sigla rappresenta le quattro X delle parole inglesi eXplore, eXpand, eXploit, eXterminate (in inglese il nome della lettera X si pronuncia "ex" come l'inizio delle quattro parole) ovvero "esplora, espandi, sfrutta, stermina". Sono classificabili come 4X i videogiochi strategici in cui è fondamentale svolgere queste quattro azioni per ottenere la vittoria.
Spesso però l'espressione è associata, più specificamente, solo a quei giochi particolarmente complessi e impegnativi, in cui il giocatore deve fondare e gestire un intero impero; oltre alle quattro azioni, tipicamente sono importanti anche la diplomazia nei confronti degli avversari, il commercio, lo sviluppo dell'albero tecnologico, con una presenza crescente e a volte giudicata eccessiva di micromanagement.

## Storia
L'espressione venne coniata, nella forma estesa "XXXX" (parodia del XXX che simboleggia la pornografia), dal progettista di videogiochi Alan Emrich in un articolo di anteprima del gioco Master of Orion pubblicato sulla rivista Computer Gaming World nel 1993. In seguito l'espressione è divenuta comune nella forma 4X, talvolta anche nell'ambito dei giochi da tavolo.
Il genere tuttavia esisteva già prima dell'invenzione dell'espressione; Civilization del 1991 è stato il primo titolo a rendere celebre il modello 4X.
Prima ancora, possono essere visti come antesignani Andromeda Conquest (sebbene molto semplice) del 1982 e Reach for the Stars del 1983.

## Fasi

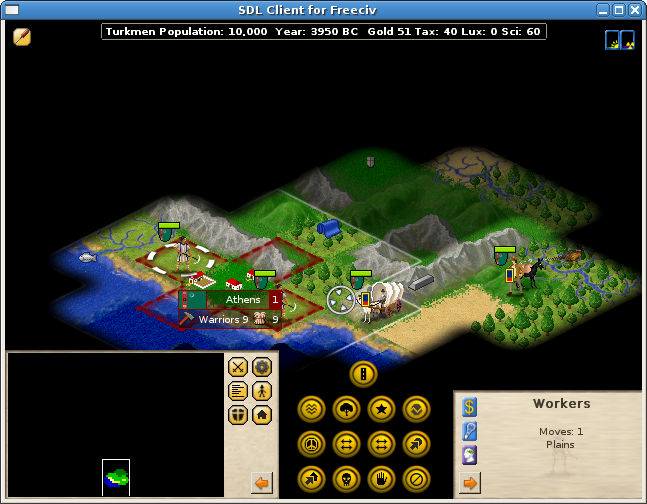
Scena di FreeCiv. Il gioco è appena iniziato, il giocatore possiede una sola città (a sinistra) e sta esplorando e espandendosi (a destra)

La quattro azioni si possono definire "fasi" in quanto dal punto di vista logico avvengono nella sequenza descritta, ma non hanno un inizio e una fine precisa e avvengono contemporaneamente durante il gioco nelle varie parti della mappa.

### Esplora
Inizialmente ogni giocatore ha piena visibilità soltanto della ridotta parte della mappa di gioco in cui il suo impero ha inizio. Il resto è totalmente o parzialmente nascosto dalla nebbia di guerra e deve essere esplorato, solitamente inviando unità in ricognizione nelle zone sconosciute.
In certi giochi è possibile esplorare anche tramite diplomazia, chiedendo cioè agli altri imperi di condividere la propria conoscenza sull'ambiente esplorato, ad esempio in Civilization II o Europa Universalis IV.

### Espandi
Nelle aree esplorate, il giocatore deve ingrandire il territorio sotto il suo controllo fondando nuovi insediamenti o conquistandoli agli avversari.

### Sfrutta
I territori in cui l'impero si è espanso producono risorse, che occorre sfruttare nel migliore dei modi. Le risorse danno i mezzi per creare nuove unità e insediamenti e mantenere quelli esistenti.

### Stermina
Questo si riferisce all'eliminazione degli avversari dal gioco; tipicamente li si sconfigge annientandoli in guerra, ma spesso, come negli stessi Master of Orion e Civilization, la vittoria può essere ottenuta anche con altri metodi pacifici (ad esempio raggiungere un certo obiettivo, totalizzare un certo punteggio). Non si tratta necessariamente di "sterminare" gli avversari, ma il conflitto, almeno in parte, è spesso inevitabile.